# Кавказская кампания Надир-шаха
Кавказская кампания Надир-шаха 1734—1735 годов — последняя крупная кампания турецко-персидской войны (1730—1736), которая завершилась персидской победой и возвратом под персидский контроль почти всего Кавказского региона.

## Стратегический контекст
Кавказ попал под османский контроль в 1722 году, в связи с распадом государства Сефевидов. Первой целью кампании Надир-шаха было отвоевание Ширвана со столицей в Шемахе в августе 1734 года, после чего персидские силы пошли на запад и осадили Гянджу. Укрепления Гянджи и 14-тысячный гарнизон обеспечили городу мощную защиту. После того, как Тахмасп-хан Джалайер рассеял османские силы на юго-востоке Кавказа, Надир двинулся на запад, чтобы нанести туркам ещё один сокрушительный удар.
В горах на севере Аварестана зимовка являла собой пугающую перспективу, поэтому Надир решил повернуть на запад и осадить Гянджу, где он предпринял все усилия, чтобы захватить неожиданно грозную крепость. Персидской артиллерии по-прежнему сильно не хватало сильных осадных орудий, она состояла в основном из полевых батарей, которые были эффективны в сражениях, но не могли всерьез угрожать городским стенам.
По этой причине Надир послал саперов, чтобы сделать подкоп под стены и добраться до цитадели, но турки получили своевременные отчеты разведки, раскрывшие намерения осаждающих. Турки начали рыть встречный тоннель, и под землей произошел рукопашный бой. Персы смогли взорвать лишь шесть зарядов, убив 700 османских защитников, но так и не смогли добраться до стены цитадели, в которой укрылся турецкий гарнизон. Персы потеряли от 30 до 40 человек.
Надир также блокировал Ереван и Тифлис, заставляя Стамбул принимать ответные меры: на Кавказ была направлена армия во главе с Кёпрюлю-пашой — 50000 конницы, 30000 янычар и 40 пушек.

## Битва при Егварде
Надир, осадив многие из ключевых городов и крепостей в регионе, ожидал прибытия главной армии Кёпрюлю-паши. Узнав о её приближении, он собрал авангардом из 15,000 человек и двинулся в западном направлении, чтобы спровоцировать турок на неподготовленное сражение. Ещё до подхода основной персидской армии из 40000 человек Надир, несмотря на колоссальное неравенство в численности (в 4-5 раз), разгромил турок, заставив Стамбул наконец подписать мир, признающий персидский контроль над Кавказом и существующие границы в Месопотами.
Разгром при Егварде также не позволил 50000 крымских татар, двигавшихся на юг вдоль побережья Чёрного моря, соединиться с турецкой армией.